# بوتوفیلولول
بوتوفیلولول (انگلیسی: Butofilolol) (نام تجاری Cafide) یک داروی مسدودکننده بتا برای درمان فشار خون بالا است.